# Рупп, Зигхардт
Зигхардт Рупп (нем. Sieghardt Rupp; 14 июня 1931 — 20 июля 2015) — австрийский актёр, снимавшийся в кино, на телевидении и игравший в театре.
Начиная с 1959 года, снялся в более чем 55 фильмах и на телевидении, а пик его карьеры пришелся на 1960-е годы. Прославился ролями в гангстерском кино, а также ввестенах 1960-х годов, где обычно изображал бандита или наемника. Его темные черты лица, похожие на черты его итальянских коллег, означали, что он мог играть латинских персонажей, таких как мексиканцы.
Его наиболее известной работой стала роль Эстебана Рохо в спагетти-вестерне Серджо Леоне «За пригоршню долларов» 1964 года с Клинтом Иствудом и Джаном Марией Волонте. Рупп появлялся во многих других вестернах 1960-х годов, таких как «Кровь на закате» (1966), и в то же время он снялся в романтико-приключенческом фильме «Анжелика и султан " в 1968 году.
В 1970-х его карьера в кино пошла на убыль. Однако впоследствии он представил несколько запомнившихся телевизионных персонажей, среди которых особенно выделялась роль следователя Крессина в сериале Место преступления (1971—1973). С 1985 года Рупп выступал на сцене Театра в Йозефштадте в Вене. Ушёл из кино и с телевидения в 1995 году. В последние годы проживал в Вене.